# Uzzi Landau
Uzzi Landau (hebr. עוזי לנדאו, ur. 2 sierpnia 1943) – izraelski polityk z partii Likud.
Urodził się w Hajfie. Służył jako spadochroniarz w armii izraelskiej i zakończył służbę w randze majora.
Landau jest analitykiem systemowym, posiadaczem wyższych stopni naukowych na uczelni Technion w Tel Awiwie i Massachusetts Institute of Technology. Jest również członkiem zarządu linii lotniczych El Al, także zasiada w Izraelskim Zarządzie Portów i Izraelskim Zarządzie Lotnisk, a także w zarządzie organizacji Społeczeństwo dla Ochrony Natury.
Landau był członkiem Knesetu od 1984 roku. W latach 2001–2003 był członkiem rządu Ariela Szarona, pełniąc stanowisko ministra bezpieczeństwa wewnętrznego, a pomiędzy 2003 a 2004 był ministrem bez teki w biurze premiera. Później opuścił rząd z powodu jego sprzeciwu wobec planu Szarona likwidacji osiedli żydowskich w Strefie Gazy.
Po wyborach w 2009 roku, w wyniku których lider Likudu Binjamin Netanjahu utworzył koalicję rządową, Landau wszedł 31 marca 2009 w skład gabinetu jako minister narodowej infrastruktury.
Landau jest żonaty, ma trójkę dzieci.